# 후지필름 X-A1
후지필름 X-A1은 2013년 9월 출시한 후지필름의 미러리스 렌즈 교환식 카메라이다. X-Pro1과 같은 화소지만 X-Trans 센서는 아니며, EXR II 프로세서를 탑재했다. 뷰파인더가 탑재되지 않았으며 X-M1의 아래에 위치한 라인업이다.

## 성능
- 1,630만 화소 EXR-CMOS 센서
- 교환 가능한 후지필름 X마운트 렌즈 시스템
- 3인치 92만 화소 틸트 터치 LCD 스크린
- TTL 핫슈 및 싱크 터미널 지원